# 電影鴨
《電影鴨》是1999年由是由鍾澍佳导演，羅嘉良、曾志偉、陳百祥、關秀媚、張錦程等主演的一部港產片喜劇。

## 劇情
這是一部以香港影壇的空前困境為題材的影片。開頭列舉九十年代港片賣座紀錄狂跌，實在觸目驚心。然後拍攝影人紛紛失業，明星無工開，編劇無飯吃。由羅嘉良演男星周鬆弛、關秀媚演女星朱淇、張錦程演編劇谷一招、曾志偉演導演陳果辛、陳百祥扮監製徐屈。這五人組千方百計準備開戲，那知大老闆破產跳樓，又訓練朱淇施展美人計，終於四個男影人要去做鴨，討好富婆，謀取拍戲資金。五人組開拍《春光早泄》，後來該片奇績地成功得獎，五人被邀進軍好萊塢，那知被勒索，搞出一大段錯摸鬧劇。

## 演員表
| 演員                   | 角色             | 影射人物 | 暱稱 |
| 羅嘉良                 | 周鬆馳           | 周星馳   |      |
| 曾志偉                 | 陳果新           | 陈可辛   |      |
| 陳百祥                 | 徐屈             | 徐克     |      |
| 關秀媚                 | 朱淇             | 舒淇     |      |
| 張錦程                 | 谷一招           | 谷德昭   |      |
| 雷宇揚                 | Frankie          |          |      |
| 甄楚倩                 | 詠池             |          |      |
| 李兆基                 | 崔監製           |          |      |
| 楚原                   | 石皮             | 石琪     |      |
| 葉廣儉                 | 阿正             |          |      |
| 羅蘭                   | 金姐             |          |      |
| 夏萍                   | 金姐母           |          |      |
| 張敏                   | 電影導演         |          |      |
| 麥詠麟                 | 美國電影公司高層 |          |      |
| 楊證樺                 | 男妓             |          |      |
| 莫偉文                 | Joe Yeung        |          |      |
| Thomas James Hudak Jr. | Mr. Robinson     |          |      |
| 鄭保瑞                 |                  |          |      |
|                        | 杜可窿           | 杜可風   |      |

## 外部連結
- 開眼電影網上《電影鴨》的資料（繁體中文）
- 香港影庫上《電影鴨》的資料（繁體中文）
- 豆瓣电影上《電影鴨》的資料 （简体中文）
- 时光网上《電影鴨》的資料（简体中文）
- 互联网电影数据库（IMDb）上《電影鴨》的资料（英文）